# Vreden och stormen
Vreden och stormen är ett musikalbum från 2015 med den svenska vissångaren CajsaStina Åkerström.

## Låtlista
Alla texter är skrivna av CajsaStina Åkerström. Musiken är komponerad av CajsaStina Åkerström (spår 1, 4, 5, 7, 8, 11) och Peter Kvint (spår 2, 3, 6, 9, 10).
1. En enkel sång – 3:03
2. Är det så här det känns att komma hem – 4:09
3. När – 4:06
4. Kid – 4:06
5. Under samma himmel – 2:50
6. April – 3:47
7. Vreden och stormen – 3:44
8. Moln – 3:53
9. Väggar av glas – 3:16
10. Insomnia – 4:13
11. Blå Jul – 4:33

## Medverkande
- CajsaStina Åkerström – sång, kör
- Peter Kvint – gitarrer, elbas, pedal steel, philicordaorgel, marxophone, mellotron, syntar, kör
- Rickard Nilsson – piano, hammondorgel
- Björn Risberg – cello
- Peter Forss – bas
- Andreas Dahlbäck – trummor, slagverk

## Mottagande
Skivan fick ett gott mottagande när den kom ut med ett snitt på 3,6/5 baserat på åtta recensioner.

## Listplaceringar
| Lista (2015) | Topplacering |
| ------------ | ------------ |
| Sverige      | 16           |